# Mondo del circo
Mondo del circo (o Monde du cirque, World Circus, Zirkuswelt) è un evento itinerante svizzero centrato sulle arti del circo, fondato nel 1984 da Youri Messen-Jaschin. Presenta tutti gli aspetti del circo, dal suo inizio archeologico fino alle forme le più contemporanee.

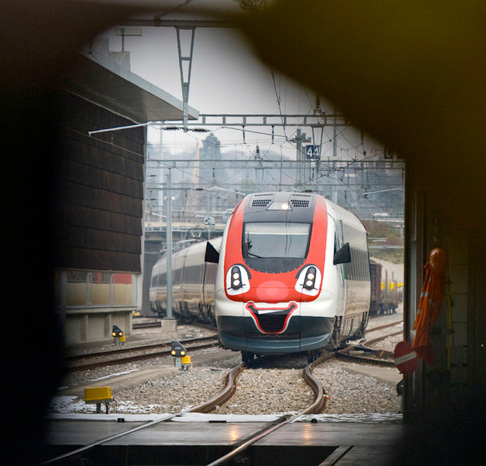
Ferrovia Svizzera ICN decorato per Ginevra 2010

## Presentazione
La durata di ciascun evento è di nove a dodici mesi in ogni città. Accoglie migliaia di spettatori e offre rappresentazioni caratteristiche di acrobati, giocolieri, equilibristi, fachiri, mangiafuoco, clowns, musicisti, domatori di animali, maghi, ballerini, contemporanea, opera, luce magica, vinging, parate da circo, mimi, eseguendo la scienza cosmica computer e circo fisica. Portando più di mille artisti provenienti da Svizzera e da tutto il mondo, con quasi altrettanti modi di espressione, esso comprende una città nella bellezza della scoperta nel corso di un anno.
"Mondo del circo" si dà il compito principale di aprire un nuovo percorso nella creatività dell'arte e del urbanismo. Questo evento offre, tra l'altro, un più ampio interesse nella curiosità del pubblico per la creazione contemporanea e le nuove tecnologie. È motivata dallo sviluppo di irreversibile di un pensiero visivo sempre più presente nei vari campi della conoscenza scientifica, della produzione industriale e la creazione visiva, così come le nuove pratiche, industriali e culturali della comunicazione.
I proventi della manifestazione sono interamente devoluti ad un progetto umanitario.

## Premio del poster Mondo del Circo
- 1987 Monde du cirque Lausanne 87, affisso premiato per il Dipartimento federale dell'interno Berna, Svizzera(
- 2010 Monde du cirque Genève 2010,	affisso premiato per il Swiss Poster Award

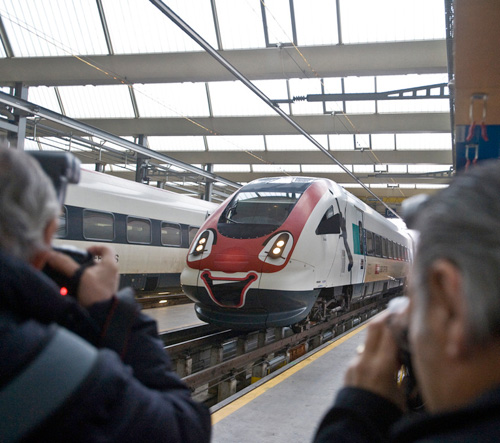
Ferrovia Svizzera ICN decorato per Ginevra 2010